# Alajõe
Alajõe (in tedesco Allajöggi) era un comune rurale dell'Estonia nord-orientale, nella contea di Ida-Virumaa.
Nel 2017 il comune si è fuso con Iisaku, Illuka, Mäetaguse e Tudulinna nel nuovo comune di Alutaguse.
Il territorio comunale si estendeva dal Golfo di Finlandia fino al Lago Peipsi, sulla cui sponda settentrionale sorgeva il capoluogo amministrativo del comune, l'omonima località (in estone küla). Le spiagge sabbiose del lago costituiscono una popolare meta turistica.
Al centro del distretto è il villaggio di Alajõe (151 residenti), il quale si trova a 44 km di distanza da Jõhvi. I residenti sono principalmente occupati nei settori del turismo e della pesca. La più importante realtà produttiva è la OÜ Peipsi Grupp.

## Località
Oltre al capoluogo, il comune comprende altre 6 località:
- Karjamaa
- Katase
- Remniku
- Smolnitsa
- Uusküla
- Vasknarva.